# 東山将之
東山 将之（ひがしやま のぶゆき）は、日本テレビ放送網営業局所属、元制作局のプロデューサー。

## 人物
- 2004年にプロデューサーに昇格。当初は大山昌作の下で情報番組を担当していた。
- 2005年10月よりバラエティ番組を担当するようになり、主に吉川圭三の担当する番組のプロデューサーを務めた。その後、安岡喜郎や政橋雅人の担当する番組にも携わっていた。
- 2008年6月までは土屋泰則や高橋正弘の下で番組制作をしていた。
- 2008年7月からはコンテンツ事業局映画事業部プロデューサーで映画制作をしていた。
- 2012年6月1日より現職。

## 現在の担当番組
- 芸人報道（営業）

## 過去の担当番組

### AP
- 世界一受けたい授業
- ひらめ筋GOLD

### プロデューサー
- 汐留スタイル!
- クリック!
- 大笑点
- 未知の世界を撮りたい 驚き（秘）映像ハンター!ドリームビジョン
- ぶらり途中下車の旅
- 香取慎吾の特上!天声慎吾
- さんま&SMAP!美女と野獣のクリスマススペシャル
- 20年大河バラエティ!超近現代史!さんま&所が解明!?人間は相変わらずアホか?